# Neuenkirchen (powiat Vorpommern-Rügen)
Neuenkirchen – gmina w Niemczech, w kraju związkowym Meklemburgia-Pomorze Przednie, w powiecie Vorpommern-Rügen, wchodzi w skład urzędu West-Rügen.